# قرنوس
قُرْنُوس (الاسم العلمي: Chorinus)، جنس دويبات بحرية من القشريات عشاريات الأرجل من فصيلة إبيالتوسيات.